# Chrastné
Chrastné (ungarisch Abaújharaszti – bis 1907 Haraszti) ist eine Gemeinde im Osten der Slowakei mit 726 Einwohnern (Stand 31. Dezember 2024), die zum Okres Košice-okolie, einem Teil des Košický kraj, gehört und in der traditionellen Landschaft Abov liegt.

## Geographie
Die Gemeinde befindet sich im Talkessel Košická kotlina im Tal des Baches Chrastiansky potok im Einzugsgebiet der Torysa. Das Ortszentrum liegt auf einer Höhe von 240 m n.m. und ist 14 Kilometer von Košice entfernt (Straßenentfernung).
Nachbargemeinden sind Kráľovce im Nordwesten und Norden, Čižatice im Osten, Rozhanovce im Süden und Vajkovce im Westen.

## Geschichte
Chrastné wurde zum ersten Mal 1357 schriftlich erwähnt, weitere historische Bezeichnungen sind unter anderen Nag Harasthy (1427), Haraszthy (1630), Krasne (1773) und Chrastné (1808). Das Dorf lag an der Grenze der Herrschaften von Rozhanovce und Ploské und war Besitz des Geschlechts Rozgonyi und wurde 1508 Besitz der Stadt Kaschau. 1427 wurden 10 Porta verzeichnet, 1720 war Chrastné vollkommen verlassen, nach einer Neubesiedlung wohnten hier im Jahr 1772 14 leibeigene Bauern- und 12 Untermieterfamilien. 1828 zählte man 55 Häuser und 418 Einwohner, die als Fuhrmänner, Landwirte und Obstbauern beschäftigt waren.
Bis 1918/1919 gehörte der im Komitat Abaúj-Torna liegende Ort zum Königreich Ungarn und kam danach zur Tschechoslowakei beziehungsweise heute Slowakei.

## Bevölkerung
| Jahr                | 1994 | 2004     | 2014     | 2024     |
| ------------------- | ---- | -------- | -------- | -------- |
| Anzahl der Personen | 321  | 376      | 483      | 726      |
| Unterschied         |      | +17,13 % | +28,45 % | +50,31 % |

| Jahr                | 2023 | 2024    |
| ------------------- | ---- | ------- |
| Anzahl der Personen | 701  | 726     |
| Unterschied         |      | +3,56 % |

Gemäß der Volkszählung 2011 wohnten in Chrastné 440 Einwohner, davon 427 Slowaken, zwei Magyaren sowie jeweils ein Tscheche und Ukrainer. Neun Einwohner machten keine Angabe zur Ethnie.
226 Einwohner bekannten sich zur römisch-katholischen Kirche, 79 Einwohner zur Evangelischen Kirche A. B., 72 Einwohner zur griechisch-katholischen Kirche, 29 Einwohner zur reformierten Kirche, fünf Einwohner zu den Zeugen Jehovas und drei Einwohner zu den Brethren. 16 Einwohner waren konfessionslos und bei 10 Einwohnern wurde die Konfession nicht ermittelt.

## Verkehr
Nach Chrastné führt die Straße 3. Ordnung 3326 von Vajkovce heraus, eine schmale, nicht klassifizierte Straße verläuft weiter nach Čižatice.